# 하시라타니 데쓰지
하시라타니 데쓰지(柱谷 哲二, 1964년 7월 15일 ~ )는 일본의 전직 축구 선수이자 지도자로 현역 시절 포지션은 수비수였다.

## 클럽 경력
1964년 일본 교토부 교토시 출생으로 교토상업고등학교, 고쿠시칸 대학을 졸업한 뒤 1987년 닛산 자동차 입단을 통해 프로에 입문했다. 그리고 요코하마 입단 후 1992년까지 팀의 주축 수비수로 활동하는 동안 통산 97경기 2골을 기록하며 일본 사커 리그 2회 우승 및 2회 준우승, JSL컵 3회 우승, 일왕배 3회 우승 및 1회 준우승에 기여했고 1992년 베르디 가와사키로 이적 후 1998년까지 183경기 13골을 기록하며 J1리그 2회 우승 및 1회 준우승, J리그컵 3회 우승 및 3회 준우승, 일왕배 1회 우승 및 1회 준우승의 성과들을 거두었으며 1988-89 시즌 일본 사커 리그 최우수선수상, J1리그 세 시즌 연속 베스트 11에도 선정되는 기염을 토한 뒤 1998년 11년간 정들었던 그라운드를 떠났다.

## 국가대표팀 경력
1988년부터 1995년까지 일본 A대표팀의 일원으로 72경기 6골을 기록하며 자국에서 열린 1992년 AFC 아시안컵 우승에 중추적인 역할을 수행했지만 1년 후 이라크와의 1994년 FIFA 월드컵 아시아 지역 최종 예선 마지막 경기에서 2-1로 앞서 있다가 경기 종료 직전 상대팀의 공격수 자파르 움란에게 동점골을 얻어맞고 2-2로 비기며 같은 시간 북한을 3-0으로 제압한 대한민국에 월드컵 본선 진출권을 빼앗겼고 현재까지도 일본에서는 이를 두고 도하의 비극으로 불리고 있다. 그리고 일본 축구 역사상 첫 월드컵 본선 진출이 좌절된 이후 1995년 국가대표팀 유니폼을 반납했다.

## 은퇴 이후
선수에서 은퇴한지 4년이 지난 2002년 콘사돌레 삿포로의 감독으로 첫 지도자 커리어를 시작했지만 단 7경기만에 경질되는 수모를 겪었고 경질된 이후 모교인 고쿠시칸 대학과 프로팀인 우라와 레즈에서 코치 생활을 이어갔다. 그 뒤 2006년 도쿄 베르디의 코치로 8년만에 친정팀으로 복귀하여 2007년까지 코치직을 역임하며 2006년 AFC 챔피언스리그 본선 진출, 2007년 2부 리그 준우승 및 2008년 1부 리그 승격을 이끌어내며 2008년 감독으로 정식 승격되었으나 이듬해인 2008 시즌에서 리그 17위라는 처참한 성적으로 한 시즌만에 다시 2부 리그로 강등되며 결국 2008 시즌 종료 후 경질되고 말았다. 이후 2011년 미토 홀리호크의 감독으로 다섯 시즌 동안 팀을 이끌었으나 팀은 다섯 시즌 동안 2부 리그에서 중하위권을 맴돌았고 2015 시즌 종료 후 미토 홀리호크와도 결별 수순을 밟았으며 2016년부터 2018년까지 가이나레 돗토리, 반라우레 하치노헤, 기라반츠 기타큐슈 등에서 감독직을 역임하며 하치노헤의 2017 시즌 2부 리그 5위의 성적을 이끌어냈다.

## 통계
| 일본 | 일본 | 일본 |
| 연도 | 출전 | 득점 |
| ---- | ---- | ---- |
| 1988 | 5    | 1    |
| 1989 | 10   | 0    |
| 1990 | 6    | 1    |
| 1991 | 2    | 1    |
| 1992 | 11   | 0    |
| 1993 | 14   | 2    |
| 1994 | 9    | 1    |
| 1995 | 15   | 0    |
| 통산 | 72   | 6    |